# Småsporig vårtlav
Småsporig vårtlav (Verrucaria halophila) är en lavart som beskrevs av Jakob Severin Deichmann Branth och Emil Rostrup. Småsporig vårtlav ingår i släktet Verrucaria, och familjen Verrucariaceae. Arten är reproducerande i Sverige.